# جائزة بلجيكا الكبرى 1996
جائزة بلجيكا الكبرى 1996 هو سباق فورمولا 1 أقيم بتاريخ 25 أغسطس 1996 في حلبة دي سبا فرانكورشومب، حمام معدني، بلجيكا. كان الثالث عشر من أصل 16 في بطولة العالم لسباقات الفورمولا واحد موسم 1996. حلّ الألماني مايكل شوماخر أولا بينما جاء الكندي جاك فيلنوف في المركز الثاني وحصل على المركز الثالث الفنلندي ميكا هاكينن.

## وصلات خارجية
- الموقع الرسمي